# Slocum et moi
Pour plus de détails, voir Fiche technique et Distribution.
Slocum et moi est un film franco-luxembourgeois d'animation réalisé par Jean-François Laguionie et sorti en 2024.
Le film est présenté au Cinéma de la Plage au festival de Cannes 2024 et est en compétition au Festival international du film d'animation d'Annecy 2024. Il sort en salles en 2025.

## Synopsis
François raconte son enfance et notamment son rapport avec son père adoptif, surnommé Slocum, qui a voulu construire dans son jardin une reproduction du voilier Spray du capitaine Joshua Slocum.

## Fiche technique
- Titre français : Slocum et moi
- Réalisation : Jean-François Laguionie
- Scénario : Jean-François Laguionie et Anik Leray
- Musique : Pascal Le Pennec, orchestre national de Bretagne
- Pays de production :  France
- Format : couleurs
- Genre : animation, drame
- Durée : 75 minutes
- Dates de sortie[3] :
  - France : 22 mai 2024 (festival de Cannes) ; 10 juin 2024 (festival d'Annecy) ; 29 janvier 2025 (sortie nationale)

## Voix
- Elias Hauter : François, le narrateur
- Grégory Gadebois : Pierre le père et Jean l'oncle de François
- Coraly Zahonero : Geneviève, la mère de François
- André Marcon : Slocum
- Mathilde Lamusse : Joëlle, la petite amie de François
- Lara Ropion

## Festivals
Festival de Cannes 2024.
Festival d'animation d'Annecy 2024
Festival Monstra 2025.